# Masahiro Tanaka
Masahiro Tanaka (田中 将大, Tanaka Masahiro), né le 1er novembre 1988 à Itami, Préfecture de Hyōgo, est un joueur de baseball japonais. Lanceur droitier de la ligues majeures au poste de lanceur partant.
De 2007 à 2013, il a joué au Japon pour les Tohoku Rakuten Golden Eagles, équipe professionnelle de la Ligue du Pacifique. En 2012 et 2013, Tanaka connaît la plus longue séquence de départs sans défaite dans le baseball professionnel, soit 30 parties comme lanceur partant sans encaisser de défaite.

## Carrière

### Japon
Masahiro Tanaka évolue pour les Tohoku Rakuten Golden Eagles de la Ligue du Pacifique (NPB) de 2007 à 2013.
En 2012 et 2013, Tanaka connaît la plus longue séquence de départs sans défaite dans le baseball professionnel, soit 30 parties comme lanceur partant sans encaisser de défaite, incluant les séries éliminatoires. La série prend fin le 2 novembre 2013 dans le 6e match de finale de NPB contre les Yomiuri Giants. Tanaka remporte 24 victoires en saison régulière 2013 contre aucune défaite, pour aller avec une moyenne de points mérités de 1,24 en 28 matchs.

### International
Tanaka joue avec l'équipe du Japon au tournoi de baseball des Jeux olympiques d'été de 2008 à Beijing, en Chine, ainsi que lors des Classiques mondiales de baseball de 2009, où le Japon remporte la compétition, et 2013.

### Ligue majeure de baseball
En décembre 2013, Tanaka devient agent libre international et les 30 clubs de la Ligue majeure de baseball ont jusqu'au 24 janvier 2014 pour soumettre une offre aux Golden Eagles de la ligue japonaise afin d'obtenir les droits exclusifs de négocier son transfert vers l'Amérique du Nord. Le 22 janvier 2014, Tanaka signe un contrat de 155 millions de dollars US pour 7 ans avec les Yankees de New York.
Le 14 mai 2014, Tanaka réussit le premier match complet et le premier blanchissage de sa carrière dans les majeures lorsqu'il retire sur des prises 8 joueurs des Mets de New York en 9 manches dans une victoire de 4-0 des Yankees sur le terrain de leurs rivaux new-yorkais. Il est la première recrue de la franchise à réussir un jeu blanc depuis Orlando Hernandez en septembre 1998. Le 20 mai, Tanaka est battu par les Cubs de Chicago après avoir remporté ses 6 premières décisions dans les majeures. Il s'agit de sa première défaite hors des séries éliminatoires après 42 victoires dans les ligues japonaises et nord-américaines, et une première défaite depuis le 19 août 2012.
Avec 5 victoires, une défaite, un blanchissage et une moyenne de points mérités de 1,88 en mai 2014, Tanaka est élu meilleur lanceur du mois dans la Ligue américaine et devient la première recrue des Yankees à recevoir cet honneur de sa création en 1979.
Le 10 juillet, Tanaka est placé pour la première fois sur la liste des joueurs blessés, pour une inflammation au coude droit. Quelques jours plus tard, Tanaka est invité au match des étoiles 2014 mais doit se désister.
Malgré sa longue absence, Tanaka, qui réintègre les Yankees le 21 septembre, réussit sa première saison dans les majeures et impressionne avec une fiche de 13 victoires et 5 défaites, une moyenne de points mérités de 2,77, trois matchs complets, un blanchissage et 141 retraits sur des prises en 136 manches et un tiers lancées. Parmi les favoris jusqu'à sa blessure en juillet, il termine 5e du vote désignant la recrue de l'année de la Ligue américaine.

## Vie personnelle
Fan d'idols déclaré, il épouse en janvier 2012 la chanteuse (et ex-idol) du groupe Country Musume, Mai Satoda, et s'installe avec elle aux USA début 2014.